# 変光星総合カタログ
変光星総合カタログ(General Catalogue of Variable Stars、GCVS)は、変光星を収録した天体カタログである。1948年に出版された第1版は、ボリス・クカーキンとパーヴェル・パレナゴによる編集でソビエト連邦科学アカデミーから発行され、1万820個の恒星を含んでいた。第2版と第3版はそれぞれ1958年と1968年に、3巻からなる第4版は1985年から1987年にかけて発行され、2万8435個の恒星を含んでいた。後に、第4版の4巻目として参照表が、5巻目として銀河系外の変光星が追加された。
最新の版は、GCVSのウェブサイトから入手できる。印刷物としての第4版と比べて、最近発見された変光星が収録されている他、既存の変光星の座標が更新されている。2004年以降の過去の版は、ストラスブール天文データセンターによって、 Combined General Catalog of Variable Starsという名前で公開されている。